# Darko Tuševljaković

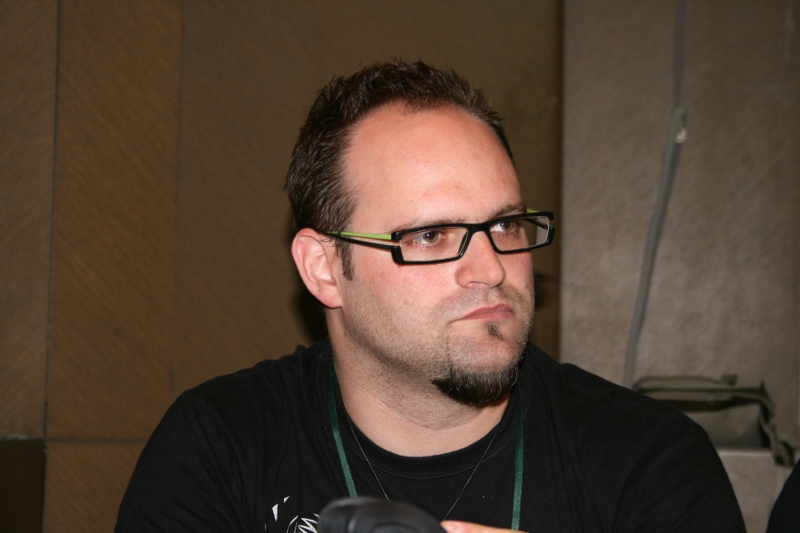
Darko Tuševljaković

Darko Tuševljaković (Zenica, 21 giugno 1978) è uno scrittore e traduttore serbo.

## Biografia e carriera letteraria
Nato nel 1978 a Zenica, nell'allora Jugoslavia (oggi Bosnia-Erzegovina), è cresciuto fra Croazia, Bosnia, Montenegro e Serbia, con frequenti spostamenti dovuti alle conflitti che hanno martoriato la regione negli anni Novanta.
Ha studiato lingua e letteratura inglese all'Università di Kragujevac. Vive e lavora a Belgrado.
Ha pubblicato il suo primo racconto nel 2002 nella raccolta Bun(t)ovna p(r)oza, progetto patrocinato dall'UNESCO a cui hanno partecipato giovani scrittori provenienti dall'ex Jugoslavia. La storia è stata tradotta in inglese, tedesco e bulgaro. Da allora, ha pubblicato oltre 20 miniature, racconti, novelle e poesie in varie riviste e antologie cartacee ed elettroniche. 
Nel 2017 ha conseguito il Premio letterario dell'Unione Europea per il romanzo La frattura (Јаз, 2016), già candidato al Premio NIN, mentre nel 2022 gli è stato conferito il Premio Andrić per la raccolta di racconti Накнадне истине (Un hangar per i sogni, 2017).
Oltre alla scrittura, è anche impegnato come traduttore; fra i suoi lavori, la traduzione in serbo del romanzo The Knight di Gene Wolfe.

## Opere

### Romanzi
- Сенка наше жеље (L'ombra del nostro desiderio, 2010).
- La frattura, Voland, Roma, 2019 - ISBN 9788862433730 (Јаз, 2016 - traduzione di Anita Vuco).
- Јегермајстер (Jegermajster, 2019).
- Узвишеност (Sublimità, 2021).

### Racconti
- Људске вибрације (Vibrazioni umane, 2013).
- Накнадне истине (Un hangar per i sogni, 2017).